# Barrero (Guayanilla)
Barrero es un barrio ubicado en el municipio de Guayanilla en el estado libre asociado de Puerto Rico. En el Censo de 2010 tenía una población de 839 habitantes y una densidad poblacional de 252,68 personas por km².

## Geografía
Barrero se encuentra ubicado en las coordenadas 18°4′17″N 66°46′17″O / 18.07139, -66.77139. Según la Oficina del Censo de los Estados Unidos, Barrero tiene una superficie total de 3.32 km², que corresponden a tierra firme.

## Demografía
Según el censo de 2010, había 839 personas residiendo en Barrero. La densidad de población era de 252,68 hab./km². De los 839 habitantes, Barrero estaba compuesto por el 83.67% blancos, el 6.08% eran afroamericanos, el 8.34% eran de otras razas y el 1.91% pertenecían a dos o más razas. Del total de la población el 99.64% eran hispanos o latinos de cualquier raza.